# عدد کلارک
عدد کلارک (انگلیسی: Clarke number) نشان‌دهنده فراوانی نسبی یک عنصر شیمیایی و به‌طور معمول در پوسته زمین است. تعریف علمی و فنی «پوسته زمین» در بین نویسندگان متفاوت است، و اعداد واقعی فراوانی عناصر نیز به مقدار قابل توجهی تفاوت دارد.
تعریف فنی «کلارک»، «پوسته زمین» و «سنگ‌کره» در بین نویسندگان متفاوت است و بر این اساس، اعداد واقعی کلارک گاهی چندین بار با یکدیگر تفاوت است. حتی گاهی یک نویسنده، با پارامترهای تخمینی مختلف یا بهبود دانش خود، چندین نسخه از عدد کلارک ارائه می‌کند. با این حال این کارها اغلب بدون منبع نقل می‌شوند و داده‌ها را غیرقابل تأیید می‌کند. کلارک و واشینگتن تخمینی از میانگین ترکیب بخش بیرونی زمین را در چهار حالت ارائه کردند:
1. پوسته ۱۰ مایلی، آب‌کره و اتمسفر.
2. پوسته ۲۰ مایلی، آب‌کره و جو.
3. پوسته ۱۰ مایلی، فقط سنگ‌های آذرین و سنگ‌های رسوبی (یعنی آب‌کره و اتمسفر را در نظر نگرفتند).
4. پوسته ۱۰ مایلی، فقط سنگ‌های آذرین. (یعنی آب‌کره و اتمسفر را در نظر نگرفتند).

اصطلاح «پوسته زمین» در کارهای کلارک و واشینگتن می‌تواند دو معنی متفاوت داشته باشد: الف) کل قسمت بیرونی زمین، یعنی. سنگ‌کره، آب‌کره و هواکره؛ ب) فقط سنگ‌کره که در آثار آنها فقط به معنای «پوسته سنگی زمین» بود.

## کلارک غلظت
اصطلاحات «کلارک غلظت» یا «کلارک تمرکز» مترادف عامل غلظت (کانی‌شناسی) و معیاری برای مشاهده میزان غنی بودن یک کانسنگ خاص هستند. کلارک غلظت یا تمرکز یعنی نسبت بین غلظت یک عنصر شیمیایی در سنگ معدن و غلظت آن در کل پوسته زمین (یعنی غلظت "کلارک").
اگر غلظت یک ماده معدنی در سنگ معدن X برابر با  {\displaystyle Kx} [ppm] و غلظت «کلارک» آن ماده معدنی {\displaystyle Ke} [ppm] باشد، آن‌گاه «کلارک غلظت» یا «کلارک تمرکز» برابر است با:
مقدار کلارک غلظت نشان دهنده مقدار متمرکز شدن فراوانی پوسته‌ای ماده معدن در سنگ معدن توسط فرایندهای طبیعی ژئوشیمیایی است. کلارک غلظت یا تمرکز سرنخی است که آیا استخراج این ماده معدنی صرفه اقتصادی دارد یا خیر.